# Toxin
Toxin is een fictieve superheld uit de strips van Marvel Comics. Hij is de derde grote symbioot uit de Spider-Man strips, en de achtste symbioot die verscheen buiten de “Planet of the Symbiotes” verhaallijn. Hij werd bedacht door Peter Milligan en Clayton Crain, en verscheen voor het eerst in Venom/Carnage #2.

## Geschiedenis
Net zoals Venom produceerde Carnage een nakomeling, de derde symbioot Toxin. Carnage haatte deze symbioot, zelfs nog voordat Toxin werd “geboren”, vooral omdat hij vreesde dat deze nieuwe symbioot sterker zou zijn dan hij. Venom daarentegen beschermde Toxin juist met de intentie dat Toxin zijn helper kon worden. Tot Carnage’s ongenoegen vond Toxin een gastlichaam: Patrick Mulligan.
Voordat hij werd verbonden met Toxin was Patrick Mulligan een van New York’s beste politieagenten, maar hij had verschillende persoonlijke problemen. Zijn stressvolle baan en zijn drukke gezinsleven eisten hun tol. Hij liep toevallig langs toen Toxin werd gecreëerd, en werd zo zijn gastlichaam.
In het begin wist Patrick niet precies wat er met hem gebeurde aangezien de Toxinsymbioot nog niet sterk genoeg was om een kostuum te vormen zoals Venom en Carnage. Maar na een tijdje kreeg de symbioot genoeg bewustzijn en kracht om een kostuum te vormen. Toen Carnage Patrick’s vrouw Gina en hun zoon Edward aanviel, besefte hij dat de symbioot een gevaar vormde voor hemzelf en zijn familie. Hij verliet zijn gezin en zijn werk bij de politie.
Gedurende een toekomstige confrontatie tussen Venom, Carnage en Toxin besefte Venom dat Patrick probeerde een held te worden, of voor zover dat mogelijk was met de symbioot. Venom en Carnage werkten tijdelijk samen om Toxin te verslaan, maar hij bleek sterkter te zijn dan zij samen. Spider-Man ontdekte het vechtende symbiotentrio, en hielp Toxin. Na het gevecht hadden Toxin en Spider-Man een gesprek, waarbij Spider-Man Toxin de wijze woorden van zijn oom Ben leerde: "With great power comes great responsibility." Toxin besloot de destructieve neigingen van zijn symbioot zo veel mogelijk te onderdrukken, en met de kracht van de symbioot juist een held te worden.
In 2005 verscheen een miniserie met Toxin in de hoofdrol. Hij bevocht hierin veel superschurken die waren ontsnapt aan het begin van de serie The New Avengers. Ook vocht Patrick voortdurend om zijn Toxinsymbioot onder controle te houden. In tegenstelling tot Carnage en Venom hadden Patrick en Toxin nog beide hun eigen bewustzijn, en geregeld conflicten. Een keer werd het voor Patrick te zwaar om met de Toxinsymbioot te leven, en hij probeerde zelfmoord te plegen door zich voor een trein te werpen. Op het laatste moment greep Toxin in, en verklaarde dat Patrick diep van binnen niet wilde sterven. Ook werd duidelijk dat de Toxinsymbioot niet zeker wist of hij wel alleen kon overleven en een nieuw gastlichaam kon vinden.
Aan het eind van de miniserie legde Patrick het bij met zijn van hem vervreemde vrouw Gina, en legde uit hoe het met de Toxinsymbioot zat.

## Krachten en vaardigheden
Toxin bezit alle “unieke” eigenschappen van zijn twee symbiootvoorouders Venom en Carnage. Hij kan tegen muren opklimmen, zijn identiteit veranderen naar dat van een geheel ander persoon en ongelimiteerd webben afschieten, die in zijn geval de vorm aannemen van stalen kettingen. Toxin beschikt over bovenmenselijke kracht, zelfs meer dan Venom en Carnage samen, lenigheid en uithoudingsvermogen. Toxin kan ook opgaan in zijn omgeving via camouflage, en kan zijn kostuum omvormen tot vaste wapens. Toxin lijkt ook de snelle genezing van zijn voorgangers te hebben. In tegenstelling tot de anderen kan Toxin iedereen opsporen in plaats van alleen symbioten in een gebied groter dan New York.
In tegenstelling tot andere symbioten probeert Toxin niet het bewustzijn van zijn gastlichaam over te nemen. In plaats daarvan probeert de symbioot te communiceren met zijn gastlichaam en hem zo over te halen tot bepaalde daden. Ook lijkt Toxin meer bestand te zijn tegen harde geluiden en intense hitte, de algemene zwakheden van symbioten.

## In andere media
Toxin's alter-ego Patrick Mulligan verschijnt in de films Venom: Let There Be Carnage uit 2021 en Venom: The Last Dance uit 2024, waarin hij gespeeld wordt door Stephen Graham. In The Last Dance verandert Mulligan ook in Toxin.

## Trivia
- Hoewel Spider-Man in het verleden weleens heeft samengewerkt met Venom, beschouwt hij Toxin als zijn eerste echte symbiootbondgenoot.
- Toxin is de tweede held in de symbiotenfamilie. De eerste was Hybrid.
- Er wordt beweerd dat Toxins webben, die altijd de vorm van stalen kettingen aannemen, een verwijzing zijn naar Ghost Rider.
- Omdat de Toxinsymbioot zich al bond aan Patrick toen hij nog maar net was ontstaan gedraagt hij zich soms er kinderlijk. Zo weigerde hij Patrick een keer te helpen totdat Patrick zijn excuses aanbood voor een eerdere ruzie.